# سيرا أريتورك
سيرا أريتورك (بالتركية: Serra Arıtürk)‏ هي ممثلة تركية، ولدت يوم 22 يونيو 1998 في إسنطبول في تركيا.

## سيرة
بدأت تعلم العزف على الجيتار في سن مبكرة وتلقت تدريبًا على يد الموسيقي '''خسرو إسفنديار أوغلو'''. لاحقًا، انضمت إلى جوقة الجاز بوغازيسي، وشاركت في عروض غنائية متنوعة.
أكملت تعليمها الثانوي في مدرسة دينيزاتي الأناضولية الخاصة، ثم التحقت بجامعة أجيبادام. في عام 2019، أصدرت أول أغنياتها بعنوان "بدون أن أعرف نفسي" (Kendimi Bilmeden). تُعرف بدعمها للمغنية الراحلة إيمي واينهاوس كمصدر إلهام فني.
في عام 2021، دخلت مجال التمثيل من خلال مسلسل وصفة الحب الذي عُرض على قناة كانال دي، حيث أدّت دور البطولة.

## روابط خارجية
- Serra Arıtürk على موقع IMDb (الإنجليزية)